# Tamandaré (1865)

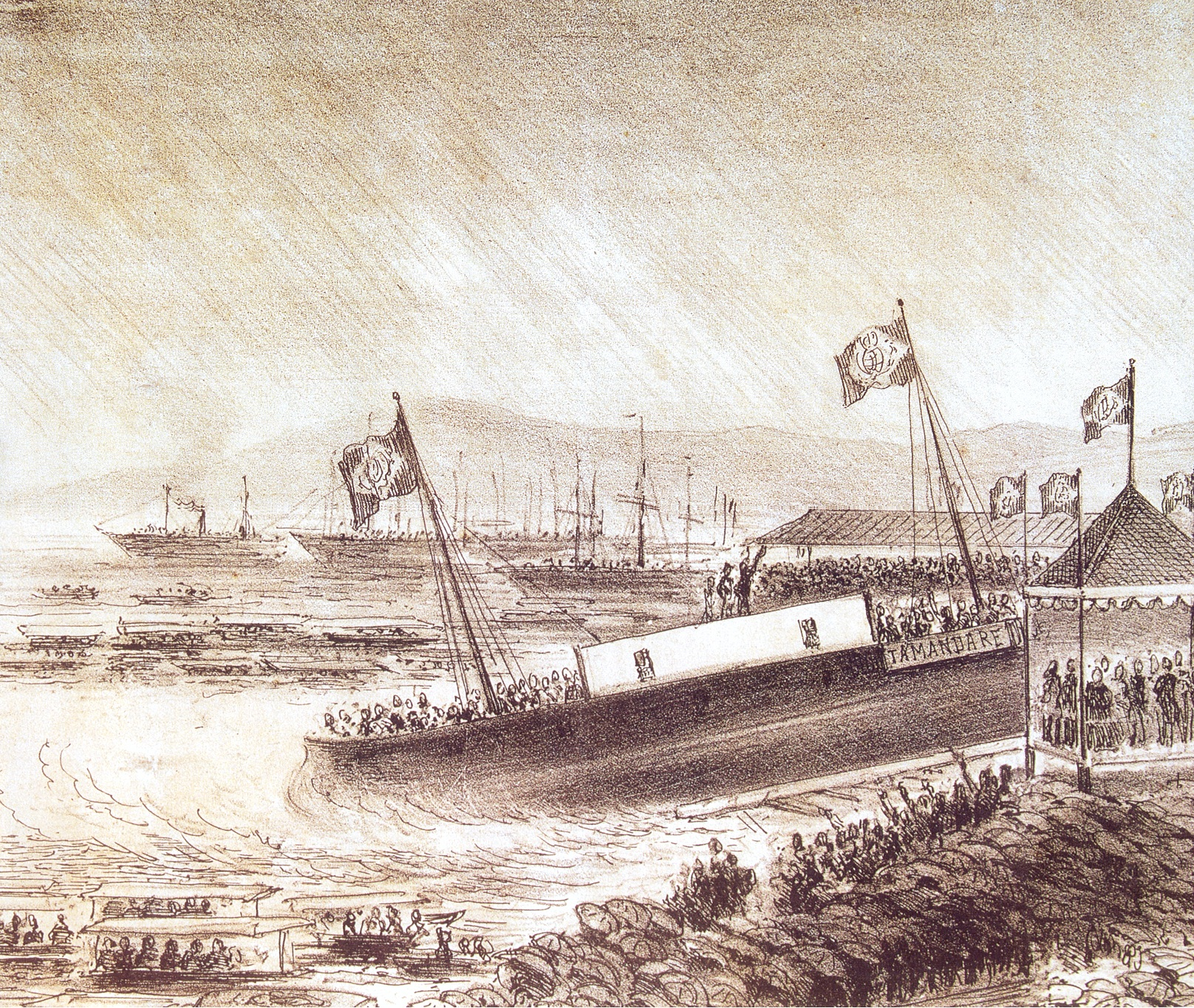
Спуск "Тамандаре" на воду, ілюстрація у Semana Illustrada magazine (1865)

Тамандаре - броньований канонерський човен, побудований для ВМС Бразилії під час Війни Потрійного Альянсу в середині 1860-х років.   

## Конструкція
«Тамандаре» був сконструйований аби забезпечити потребу флоту Бразилії у невеликому, простому в обслуговуванні броненосцеві з невеликою осадкою, спроможному витримувати потужний обстріл. Це був один з трьох броньованих канонерських човнів разом з Баррозо та  «Ріо-де-Жанейро», подібних за загальною конструкцією, які, втім суттєво відрізнялися розмірами та озброєнням.

## Служба

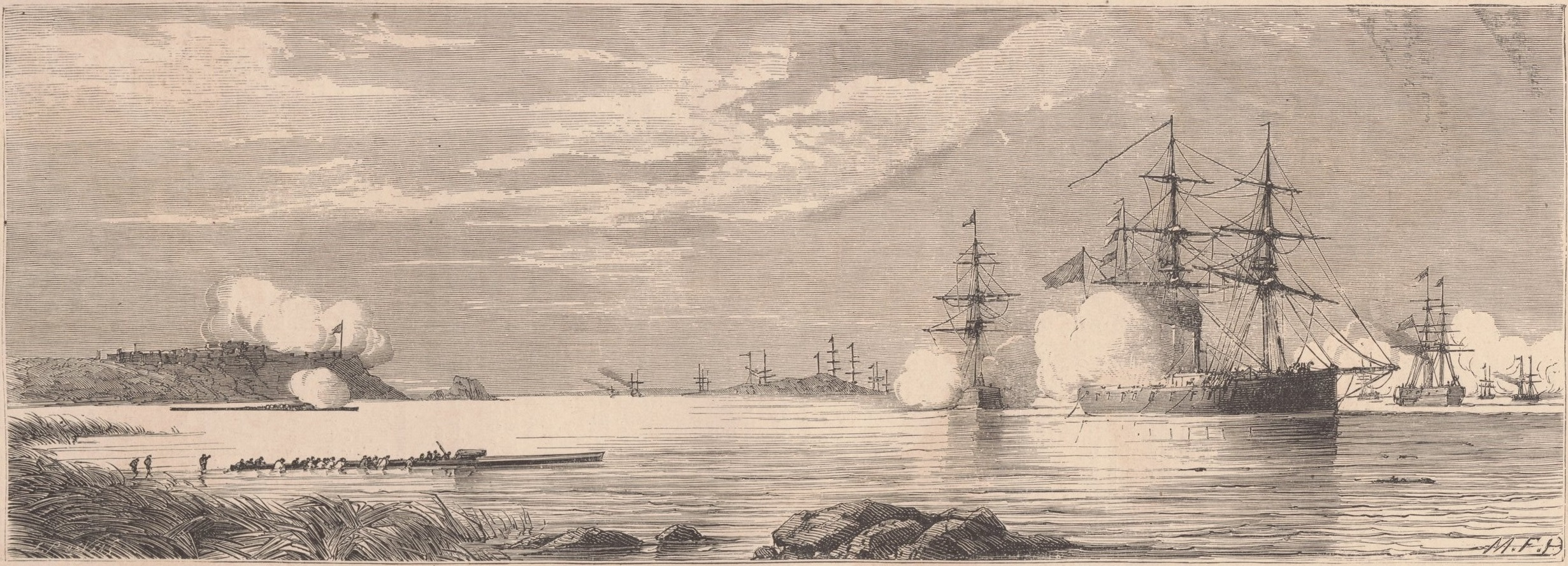
Бразильську ескадру атакують парагвайські човни, вогонь з яких вбив 14 моряків на борту «Тамандаре» (Le Monde illustré: Journal hebdomadaire, nº 477, 1866)

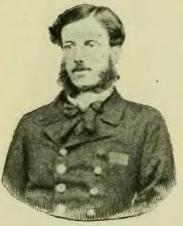
Лейтенант Маріз е Баррос, капітан "«Тамандаре»"

Тамандаре був закладений в Арсеналі де Марінья да Корте в Ріо-де-Жанейро 31 травня 1865 року під час Парагвайської війни, в якій Аргентина та Бразилія стали союзниками проти Парагваю. Він був спущений на воду 21 червня 1865 року, а завершений 16 вересня.  Будова корабля коштувала 40 506 фунтів стерлінгів. Броненосець прибув до Коррієнтеса 16 березня 1866 року, наступного дня він відплив до злиття річок Парана та Парагвай, щоб розпочати операції проти парагвайців. 26 березня броненосець обстріляв оборону Ітапіру і потопив один парагвайський човен (чата). Під час  обстрілу на наступний день снаряд влучив у один з гарматних портів, незважаючи на захисну завісу з ланцюгів, і вбив 14 чоловіків, у тому числі її капітана, лейтенанта Маріз е Баррозо, та 20 поранив. Корабель обстріляв форт Курузу, вниз по течії від Курупаїти, 1 вересня разом з броненосцями «Ріо-де-Жанейро», «Бразил», Barroso, Lima Barros та монітор «Баїя». Між 24 і 29 грудня Баррозо, «Тамандаре», «Бразил» і 11 канонерських човнів обстріляли форт Курузу знову. 

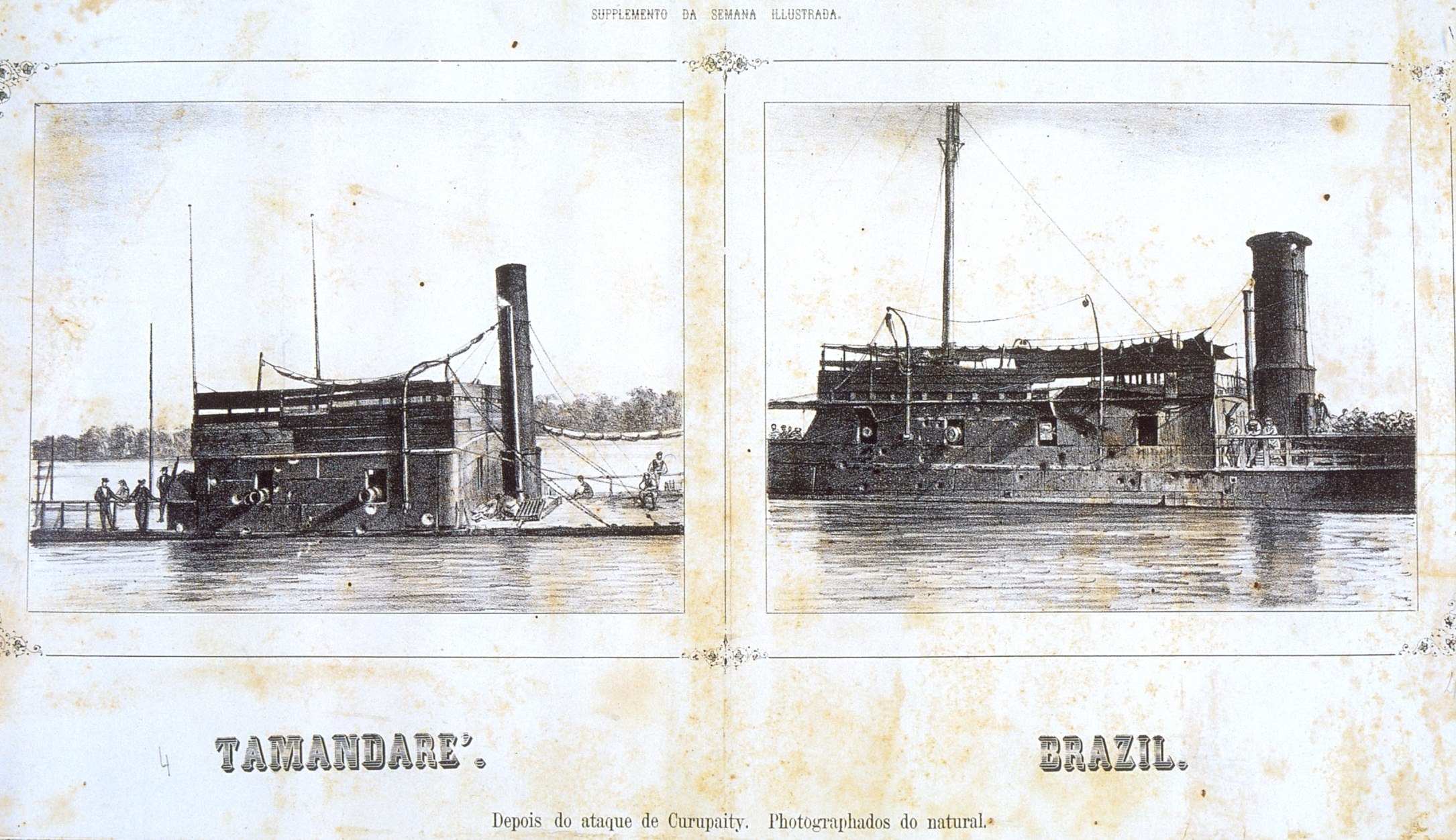
Броненосці «Тамандаре» (зліва) і «Бразил» (праворуч) сильно пошкоджені після атаки на Форт Курузу, вниз по течії від Курупайти

8 січня 1867 року «Тамандаре», «Баїя» і Colombo обстріляли парагвайські укріплення на Курупайті.  15 серпня 1867 року бразильці прорвалися через річкові загородження при Курупайті. У прориві взяв участь «Баррозо», «Тамандаре» та вісім інших броненосців. Кораблі зазнали 256 влучань, проте не були серйозно ушкоджені, лише 10 членів їх екіпажів були вбиті, а 22 поранені. Вони повторили операцію знову 9 вересня. Двигуни «Тамандаре» вийшли з ладу, коли корабель знаходився під обстрілом, і його відбуксирував у безпечне місце  броненосець «Сільвадо».  Кораблі швидко відремонтували, і "Тамандаре" обстріляв парагвайські артилерійські батареї у Тімбо, які тримали під контролем річку Парагвай на північ від Умаїти, наступного дня.  26 вересня парагвайці перемістили великокаліберну гармату під Умаїту та обстріляли бразильську ескадру, але її примусили замовкнути вогнем з «Тамандаре» та «Баїя».  
19 лютого 1868 шість бразильських броненосців, включаючи «Тамандаре», прорвалися повз Умаїту вночі. «Тамандаре» та «Алагоас» знищили артилерійські батареї в Тімбо 23 березня 1869. 
Після війни корабель був включений до складу флотилії Мату Гросу, яка базувалася у Ладаріо. «Тамандаре» виключили зі складу флоту 18 квітня 1879 року, після чого він був утилізований.